# 橋場克司
橋場 克司（はしば かつじ）は、日本の国土交通技官。千葉県県土整備部長、国土交通省大臣官房技術参事官、国土交通省北陸地方整備局長などを歴任した。退官後、大日本コンサルタント副社長執行役員を経て、国際建設技術協会理事長。土木学会国際貢献賞受賞。

## 人物・経歴
北海道大学大学院工学研究科修士課程修了。1981年建設省入省。建設省道路局有料道路課有料道路調整官を経て、1999年建設省中部地方建設局沼津工事事務所長。
国土交通省総合政策局国際建設課国際建設技術企画官を経て、2002年岐阜県地域県民部地域計画局長。2005年国土交通省北陸地方整備局建政部長。2006年国土交通省北陸地方整備局企画部長、日本雪工学会理事。
2008年千葉県県土整備部長。2011年国土交通省大臣官房技術参事官（総合政策局担当）。2012年国土交通省北陸地方整備局長。
2013年大日本コンサルタント顧問。大日本コンサルタント副社長執行役員を経て、2017年国際建設技術協会理事長、海外建設協会理事。2020年度土木学会国際貢献賞受賞。